# Olivier Faure
Olivier Faure (La Tronche, Isère; 18 de agosto de 1968) es un jurista y político francés, miembro del Partido Socialista. Desde abril de 2018 es el Primer secretario del partido. Fue elegido diputado el 17 de junio de 2012 por la undécima circunscripción de Seine-et-Marne y desde diciembre de 2016 es presidente del grupo socialista, ecologista y republicano en la Asamblea Nacional. En marzo de 2018, ganó las primarias para liderar el PSF.

## Biografía
Faure nació en Los Alpes, hijo de un inspector fiscal y de una enfermera vietnamita y pasó su infancia en La Reunión, un territorio de ultramar en el océano Índico. Se licenció en Derecho económico en la Universidad de Orleans y en Ciencias Políticas en la Universidad París 1 Panthéon-Sorbona.

### Trayectoria política
A 16 años, se afilió al Partido Socialista. Seguidor de Michel Rocard, a los 23 años fue elegido secretario general de los jóvenes socialistas, puesto en el que sucedió a Manuel Valls.
Entre 1991 y 1993 fue colaborador del presidente de la comisión de las leyes a la Asamblea Nacional, Gérard Gouzes. En 1993 se incorporó al sector privado y dirigió pequeña empresa de un amigo. Posteriormente fue asesor de Martine Aubry en el ministerio de Trabajo entre 1997 y 2000 y después director adjunto de la consejería de François Hollande, entonces Primer secretario del Partido Socialista, de 2000 a 2007. En octubre de 2007 se unió a Jean-Marc Ayrault y fue elegido secretario general del grupo socialista a la Asamblea Nacional.
Candidato a las elecciones legislativas de 2007 en la 8.º circunscripción de Seine-et-Marne, fue derrotado por Chantal Brunel (UMP).

#### Diputado de Seine-et-Marne (desde 2012)
Durante la campaña de primarias presidenciales socialistas de 2011, fue responsable de la comunicación de François Hollande, posteriormente durante la campaña presidencial de 2012, trabajó como experto en "opinión" con el candidato socialista. Tras la victoria del 6 de mayo de 2012, fue consejero especial del Primer ministro, Jean-Marc Ayrault. Dimitió de su función al ser elegido.
El 17 de junio, fue elegido diputado de la 11.º circunscripción de Seine-et-Marne con el 63,22 %. Supera a la candidata de UMP Cathy Bissonnier que logra el 36,78 % de los sufragios. Fue nombrado entonces tercer vicepresidente del grupo socialista, republicano y ciudadano.
El 18 de julio de 2012, se incorporó a la dirección del PS como Secretario nacional de comunicación.
A principios de julio de 2013, con ocasión de la entrada de Philippe Martin en el gobierno, fue elegido 2.º vicepresidente del Grupo SRC en la Asamblea Nacional, a cargo de las relaciones con los socios.
El 15 de abril de 2014, con ocasión del Consejo nacional del Partido socialista, fue uno de sus los portavoces.
En junio de 2014, apoya una enmienda con una tasa adicional en la Isla de Francia de 2 euros por persona por noche de estancia « para financiar los transportes ». Es durante toda la legislatura el delegado especial del presupuesto de infraestructuras de transportes colectivos y ferroviarios. En diciembre de 2014, planteó la adopción de una enmienda al proyecto de ley de finanzas que permite la puesta en marcha del pass Navigo a tarifa única, compromiso de la mayoría de izquierda del Consejo regional.
El 13 de diciembre de 2016, sucedió a Bruno Le Roux al frente del grupo socialista, ecologista y republicano de la Asamblea nacional, cuando éste fue nombrado Ministro del Interior. Su elección por 137 voz contra 120 a Guillaume Bachelay está interpretada como un dorso para Manuel Valls. Efectivamente, este último había rechazado el examen de una enmienda de compromiso llevado por Olivier Faure sobre el artículo 2 del proyecto de Ley de Trabajo en julio de 2016 en beneficio de una nueva utilización del artículo 49-3.
Candidato a la reelección en las elecciones legislativas de 2017, venció con el 61,1 % de las votos frente a Amandine Rubinelli candidata de LREM. El 22 de junio de 2017, fue reelegido como presidente del grupo parlamentario socialista de la Asamblea Nacional, por 28 votos a favor frente a los 3 votos que recibió Delphine Batho. En julio de 2017 en el voto de confianza al gobierno de Édouard Philippe se abstuvo.

#### Al frente del Partido Socialista (desde 2018)
En julio de 2017 formó parte de la dirección colegiada del Partido Socialista Francés. En enero de 2018, anunció su candidatura para liderar el partido.
Apoyado especialmente por Martine Aubry, alcaldesa de Lille y Carole Delga, presidenta del Consejo regional de Occitania, el 16 de marzo de 2018 Olivier Faure ganó la primera vuelta de las elecciones internas con un 48,5 % forzando la retirada de su principal rival, el exministro de agricultura Stéphane Le Foll.
El nombramiento como primer secretario del PS se hizo oficial en el congreso de 7 de abril de 2018 en Aubervilliers. En el 79 congreso del PSF celebrado el 18 de septiembre de 2021 fue reelegido con el 73,49 % de los votos frente a Hélène Geoffroy alcaldesa de Vaulx-enVelin como única contrincante que logró el 26,52 %.

## Vida personal
Está casado con Soria Blatmann, miembro del gabinete presidencial de Emmanuel Macron responsable de los Derechos Humanos hasta en febrero de 2018, momento en el que se incorpora al equipo de la nueva directora general de la UNESCO Audrey Azoulay.

## Publicaciones
- Ségo, François, papa et moi, Hachette Littératures, enero de 2007 (ISBN 9782012359697)
- Le bruit du tic tac, Robert Laffont, noviembre 2001 (ISBN 978-2221096048)